# Свято-Покровская церковь (Островский)
Свято-Покровская церковь — приходской храм в честь Покрова Пресвятой Богородицы в посёлке Островском Свислочского района Гродненской области.

## История
Построена на южной окраине поселка в 1860-е годы из кирпича по проекту Николая Тихвинского. Открыта в 1990-е годы.

## Архитектура
Памятник архитектуры синодального направления русско-византийского стиля. Здание выполнено в каноне четырёхчастной продольно-осевой композиции: двухъярусная (восьмерик на четверике) притвор-колокольня, трапезная, кубический молитвенный зал, полукруглая апсида. В силуэте доминирует шатер колокольни с маковкой и лукообразная головка на восьмигранном барабане над четырехскатной крышей центрального объема. Вход и арочные оконные проемы оформлены килеподобнымі порталом и наличниками, в декоре использованы арочные фризы, угловые лопатки.